# مارسيلا إياكوب
مارسيلا إياكوب (من مواليد عام 1964) هي كاتبة أرجنتينية وسيّدة قانون متخصصة في أبحاث أخلاقيات البيولوجيا؛ تعيشُ في فرنسا.

## الحياة المُبكّرة والتعليم
وُلدت مارسيلا إياكوب ونشأت في مدينة بوينس آيرس في عائلة أرجنتينية يهودية؛ حيثُ أن أسلاف عائلتها كانوا من اليهود البيلاروسيين والأوكرانيين رغم أنها تعتبرُ نفسها ملحدة. درست مارسيلا القانون وأصبحت أصغر عضوة في نقابة المحامين في بوينس آيرس في سنِّ الـ 21؛ ثمَّ واصلت دراستها في كلية الدراسات العليا في العلوم الاجتماعيّة في فرنسا؛ وأصبحت باحثةً في المركز الوطني للبحثِ العلمي وكذلك عضوةً مشاركةً في مركز الدراسات القانونية. أصبحت مارسيلا إياكوب في وقتٍ ما كاتبة عمود في صحيفة ليبراسيون؛ وعُرف عنها تبنّيها لآراء مخالفة لآراء النسويات الفرنسيات.

## المسيرة المهنيّة
نشرت مارسيلا إياكوب في عام 2001 مع بيير جوانيت كتابًا بعنوان الحُكم على الحياة (بالفرنسية: Juger la vie) ونشرت في العام التالي مجموعةً من المقالات تحتَ عنوان كانت الجريمة جريمة جنسية تقريبًا: مقالات قانونيّة (بالفرنسية: Le crime était presque sexuel et autres essais de casuistique juridique). بحلول عام 2012؛ نشرت إياكوب كتابًا جديدًا بعنوان مجتمع المغتصبين؟ (بالفرنسية: Une société de violeurs؟) وفيهِ دافعت عن دومينيك شتراوس-كان – الذي كانت معهُ في علاقة وانتقدت طريقة النسويّات في تصويرهم للرجال. أصبحت في أيلول/سبتمبر 2014 مُحاضرةً في برنامج الرؤوس الكِبار (بالفرنسية: Les Grosses Têtes) الذي كان يُذاع على راديو آر تي إل (بالفرنسية: RTL).

## قائمة أعمالها

### في السينما
- 2011: فيلمُ إمرأة في الخامسة؛ من إخراج باول بوليكوفسكي (لعبت دور إيزابيلا)

### في الأدب
- الحكم على الحياة (بالفرنسية: Juger la vie)
- كانت الجريمة جريمة جنسية تقريبًا: مقالات قانونية (بالفرنسية: Le crime était presque sexuel et autres essais de casuistique juridique)
- مجتمع المغتصبين؟ (بالفرنسية: Une société de violeurs؟)
- يومٌ في حياةِ ليونيل جوسبان (بالفرنسية: Une journée dans la vie de Lionel Jospin)
- من خلال ثقب المفتاح: تاريخٌ من التواضع العلني في القرن التاسع عشر (بالفرنسية: Par le trou de la serrure: Une histoire de la pudeur publique، XIX-XXIe siècle)

## روابط خارجية
- مارسيلا إياكوب على موقع IMDb (الإنجليزية)
- مارسيلا إياكوب على موقع قاعدة بيانات الفيلم (الإنجليزية)